# Rhipsalis trigona
A Rhipsalis trigona egy termesztésben gyakran fellelhető epifita kaktusz.

## Jellemzői
Gazdagon elágazó, karcsú hajtású növény, törzsének átmérője 15 mm lehet maximálisan, szára erősen 3 bordás, a bordák alternálnak az egyes szárszegmenseken. Virágai magánosak, laterálisan jelennek meg, fehéres-rózsaszínes árnyalatúak, szélesre nyílnak, néha a 20 mm átmérőt is elérik. 3 külső és 7 belső szirma van, számos porzószála fehér, pericarpiuma a szárba süllyed. Termése gömbölyű, 8–10 mm átmérőjű vörös bogyó. Az Epallagogonium subgenus tagja.

## Elterjedése
Brazília: São Paulo, Paraná, Santa Catarina államok. Epifitikus szezonális atlantikus erdőkben 800 m tengerszint feletti magasságig.